# Kínai kancsó

A Kínai kancsó 1974-ben bemutatott magyar televíziós játékfilm, mely Kosztolányi Dezső azonos című novellája alapján készült.

## Cselekmény
|  | Alább a cselekmény részletei következnek! |

A két világháború között játszódó történetben egy középkorú házaspár egyik tagja (az Asszony) beszélgetés közben meséli el egyik barátnőjének a kínai kancsó történetét.
Ezek szerint a kínai kancsót nászajándékként kapták. Az évek során ismerőseik véleményt mondtak a kancsó értékéről, melyet végül egy műértővel felbecsültettek. A kínai kancsó értéke a házaspár anyagi körülményeihez képest jelentős. A család egyik távoli donátorát teázásra invitálja a Férj, amit ő el is fogad.
Az Asszony nagy örömmel és nem kevesebb kétségbeeséssel készül a távoli barát (lovag Martiny) megvendégelésére szendvicsekkel, saját készítésű süteménnyel, teával.
Megérkezik a várva várt vendég közel egyórás késéssel, egyedül. Beszélgetés közben a zenére terelődik a szó, s a vendéglátóról kiderül, hogy jól játszik hegedűn. A lovag kérésére játszik néhány darabot. A játék alatt a lovag szerencsétlen módon a kínai kancsó rejtekhelyére, a sarokba támaszkodik, s véletlen mozdulattal lesöpri a becses vázát, amely szilánkokra törik.
A vendéglátók a lovag szabadkozására lekicsinylik az egész ügyet. Az incidens után a háziasszony alig várja, hogy a látogató az ajtón kívülre kerüljön. A lovag távozásakor az okozott plusz takarítási munkára öt pengőt hagy az asztalon a "nem létező" személyzetnek.
Távozása után némi sajnálkozás kíséretében az Asszony feltakarítja a váza maradványait. A házaspár morfondírozni kezd azon, hogyan oldja meg ezt a helyzetet a lovag, aki korábban csak úgy kedvtelésből támogatta őket, hol készpénzzel, hol ajándékküldeményekkel. Várakozásuktól eltérően a lovag teljesen elfelejti az esetet, s nem nyílik módjuk arra, hogy emlékeztessék az okozott kár - számukra jelentős - értékére. Így a Férj a novella befejezéseként egy rövid monológban fejti ki véleményét az eset tanulságairól, amivel az Asszony nem ért egyet.
|  | Itt a vége a cselekmény részletezésének! |

## Szereplők
- Asszony, Törőcsik Mari
- Férj, Haumann Péter
- Lovag Martiny, Darvas Iván
- Martiny felesége, Balogh Emese
- József József, belvárosi régiségkereskedő, Bihari József
- (Ungvári László, Kőmíves Sándor, Vay Ilus, Rákosi Mária, Siménfalvy Sándor, Gyenge Árpád, Gyukár Tibor, Kenderesi Tibor)